# Punta de la Coixa
La Punta de la Coixa és una muntanya de 517 metres que es troba entre els municipis de Castelldans i de Cervià de les Garrigues, a la comarca catalana de les Garrigues.